# O zi deosebită
O zi deosebită (titlul original: în italiană Una giornata particolare) este un film italian regizat de Ettore Scola în 1977.

## Conținut
Acțiunea se desfășoară la Roma în 6 mai 1938. Toată lumea a plecat să-l ovaționeze pe Hitler care se întâlnește cu Mussolini. Într-un bloc uriaș au rămas numai Antonietta, o mamă a șase copii neinstruită și neglijată de soțul ei, și Gabriele, un homosexual pe punctul de a fi arestat de fasciști. Excluși amândoi, vor trăi timp de câteva ore o dragoste stranie și mișcătoare.

## Fișă tehnică
- Regia : Ettore Scola
- Scenariul : Maurizio Costanzo, Ruggero Maccari și Ettore Scola
- Durata : 105 de minute
- Genurile : Comedie, Dramă

## Distribuție
- Sophia Loren – Antonietta
- Marcello Mastroianni – Gabriele
- John Vernon – Emanuele, soțul Antoniettei
- Françoise Berd – portăreasa
- Alessandra Mussolini – Maria Luisa
- Vittorio Guerrieri – Umberto
- Nicole Magny – fiica ofițerului
- Patrizia Basso – Romana
- Tiziano De Persio – Arnaldo
- Maurizio Di Paolantonio – Fabio
- Antonio Garibaldi – Littorio

## Premii și nominalizări
Pelicula a fost nominalizată la Oscar, în 1978, pentru cel mai bun film străin și pentru cel mai bun rol masculin (Marcello Mastroianni), după ce a beneficiat de selecția oficială la Cannes  cu un an înainte (1977).
A mai fost onorat în 1978 cu Premiul César pentru cel mai bun film străin și cu Premiul 
David di Donatello pentru cea mai bună actriță (Sophia Loren) și pentru cea mai bună regie.